# Недак, Денис Юрьевич
Денис Юрьевич Неда́к (род. 2 апреля 1985 года, Одесса) — артист балета, ведущий солист Национальной оперы Украины имени Т. Г. Шевченко с 2005 года, Народный артист Украины (2017).

## Биография
В 2001—2005 годах был солистом балетной труппы Одесского театра оперы и балета.
В 2002 году окончил Одесскую государственную хореографическую школу, затем один год учился в Киевской академии танца им. Сержа Лифаря, которую закончил в 2003 году. 
Ещё во время учёбы в академии исполнил на сцене Национальной оперы Украины свои первые партии — Париса в балете «Ромео и Джульетта» и Принца в балете «Щелкунчик». После выпуска был принят в балетную труппу театра, с 2008 года – её ведущий солист. Репетирует под руководством Николая Прядченко.
Исполняет партии лирико-романтического репертуара. Среди его партнёрш — балерины Елена Филипьева, Татьяна Голякова, Наталья Мацак. Вместе с Натальей Мацак выступал на IX Международном фестивале «Серж Лифарь де ля данс» (апрель 2008), исполнив адажио из балета Лифаря «Сюита в белом», принимал участие в XV (июнь 2009) и XVIII (июнь 2012) фестивалях балетного искусства им. Р. Нуреева в Уфе, участвовал в проекте «Виртуозы мирового балета», охватившем более 20 городов России (ноябрь 2012). В 2012 году они получили от хореографа Бориса Эйфмана право на исполнение дуэта из его балета «Красная Жизель».
Гастролировал в составе труппы в Японии, Южной Корее, Греции, Германии, Швейцарии, Италии, Испании, Португалии, Сербии и других странах. 
В 2011 году был удостоен звания Заслуженный артист Украины.
В мае 2014 года дебютировал в Американском театре балета в роли Солора в балете «Баядерка» (редакция Наталии Макаровой). С 2015 года является приглашённым солистом Американского театра балета и Венской государственной оперы

## Репертуар
- Принц Дезире, «Спящая красавица»
- Принц Зигфрид, «Лебединое озеро»
- Солор, «Баядерка»
- Щелкунчик-принц, «Щелкунчик»
- Александр, «Дама с камелиями»
- Альберт, «Жизель»
- Жан де Бриен, «Раймонда»
- Базиль, «Дон Кихот»
- Конрад, «Корсар»
- Джон, «Грек Зорба»
- Золотой раб, «Шехеразада»
- Хозе, Эскамильо, «Кармен-сюита»
- Франц, «Венский вальс»
- Красс, «Спартак»
- Ромео, «Ромео и Джульетта»

## Награды
- 2011 — Заслуженный артист Украины[1]
- 2017 — Народный артист Украины[2]